# Regne Franc
Els regnes francs foren regnes germànics que proliferaren en el territori de l'actual França, l'actual Bèlgica, els Països Baixos i part d'Alemanya, en l'antiguitat tardana després de la desaparició de la Imperi Romà d'Occident i l'establiment al territori pel poble dels francs durant el segle v. Aquests regnes, units al Regne dels Francs (Regnum Francorum en llatí), persistiren durant l'alta edat mitjana entre els segles v i ix.

## Història

Territoris sota domini franc.

Els francs, poble germànic amb diverses tribus, començaren a efectuar incursions de saqueig i pillatge a l'interior de l'Imperi Romà d'Occident ja durant el segle iii. El general Aeci (s. IV) els derrotà i fins i tot algunes tribus s'incorporaren com a tropes mercenàries a l'exèrcit romà. Cap al segle V se'ls permet establir-se com a federats en una regió fronterera a la Gàl·lia Belga limitada pels rius Escalda, Mosa, Mosel·la i Rin.
Després de la caiguda de l'Imperi Romà, Clodoveu I, fill de Khilderic I i net de Meroveu, tots reis dels francs, fou escollit rei dels francs, el primer que presentava una certa unificació de les tribus, i engrandí substancialment els dominis mitjançant l'ús de l'estratègia militar i un ferri control intern (executant ràpidament qualsevol que s'oposés al seu poder). Durant el seu regnat els francs s'estendrien cap al sud dominant Nèustria, Aquitània i la Gascunya fixant la frontera sud amb el Regne visigòtic de Toledo, amb el que mantingué durant dècades disputes sobre el territori gascó i fou derrotat en la batalla de Vouillé el 507; A l'oest s'establí la frontera amb el Regne de Borgonya, finalment col·lapsat al segle vi i incorporat sota domini franc. I al nord amb els territoris de turingis, frisons, saxons, alamans i eslaus. Amb Clodoveu s'afermà la dinastia merovíngia que pervisqué fins a l'adveniment de la dinastia carolíngia quan es deposà el darrer dels “reis mandrosos”. També fou en època de Clodoveu quan els francs es convertiren al catolicisme.
En la tradició germànica, el mode de successió dels reis al tron, la tanisteria (nom celta que designa la successió pel petit i no pel fill), és entre germans, del més gran al més petit, després als oncles i nebots, però des del regnat de Clodoveu I, la llei sàlica imposa la divisió del regne entre els fills del rei. A diferència del mode de successió per primogenitura que regeix la successió al tron de pare a fill gran, com sota la dinastia dels Capets, el regne es divideix entre tants fills com tingui el rei, de manera que cadascú pugui regnar. La divisió del Regne Franc engendra diferents estats separats, permetent a cada príncep exercir la totalitat de la reialesa en el subregne assignat, en lloc de dividir l'exercici del poder amb els altres prínceps sobre el conjunt del territori.
La invasió àrab del Regne visigòtic de Toledo i la posterior invasió de les Gàl·lies seria frenada per Carles Martell a la batalla de Tours (732). Pipí I el Breu, que fou majordom de palau i dominava Austràsia, Nèustria i Borgonya posà fi al domini merovingi i establí el domini carolingi que acompanyat de conquestes culminarien els seus descendents amb l'establiment de l'Imperi Carolingi. Pocs anys més tard, Carlemany fou investit emperador a Aquisgrà pel mateix papa, i dirigí esforços militars francs cap al sud conquerint en nom de la cristiandat els territoris de la Septimània, però no va reeixir en la intenció de fer fora els àrabs de la península Ibèrica, i s'hagueren de conformar a establir una sèrie de comtats, dels quals, a partir del segle x, només controlaven els més orientals.

## Societat
Els francs proliferaren apropiant-se de les restes de l'Imperi Romà d'Occident sustentada en l'imperialisme i l'esclavatge. Aquesta es basava en una societat piramidal culminada per l'emperador romà i recolzada per un potent engranatge de funcionaris i exèrcit, que requeria fortes taxes impositives, tant impostos directes i indirectes, per al seu manteniment. La manca de conquestes i l'excés de funcionaris s'apunten com a causes de l'esfondrament econòmic i de poder del baix imperi romà. L'establiment d'estats bàrbars europeus anà acompanyada d'un procés de feudalització i, per tant, del pas de funcions públiques, pròpies de l'estat, a mans privades. Els francs, poc més de cinc mil homes al segle vi segons estima Gibbon, no disposaven d'aquestes estructures socials ni de recursos humans per mantenir-la, pel que en un inici els territoris que passaren al seu domini eren abundosos en explotacions agrícoles gestionades per esclaus i colons (colonii), però la manca d'aquest control efectiu davant la fuga segurament conduí a les aristocràcies locals a fer "casaments" és a dir a dotar als serfs de la propietat de les terres de cultiu i, per tant, d'una certa independència econòmica, bé que sota càrregues impositives d'arrendament menors que en època baix-imperial. Els francs serien certament l'elit dirigent d'aquests territoris llatinitzats, que basarien el seu control per la contraprestació d'una protecció militar envers possibles invasions foranes o intromissions d'altres senyors feudals.